# Зеуксо
Зеуксо је у грчкој митологији била нимфа.

## Митологија
Хесиод је у теогонији наводи као једну од Океанида. Њено име у преводу значи „подјармљена“ у смислу укроћене, попут коња који је припитомљен и носи јарам. Вероватно је представљала божанство венчања, с обзиром на тадашњи статус младе у браку. Могла је бити нимфа Најада или Нефела.